# Scutellosaurus lawleri
Scutellosaurus lawleri es la única especie conocida del género extinto Scutellosaurus ("lagarto de escudo pequeño"), un dinosaurio ornitisquio tireóforo, que vivió a principios del período Jurásico, hace aproximadamente 196 millones de años, en el Hettangiense, en lo que hoy es Norteamérica. 

## Descripción

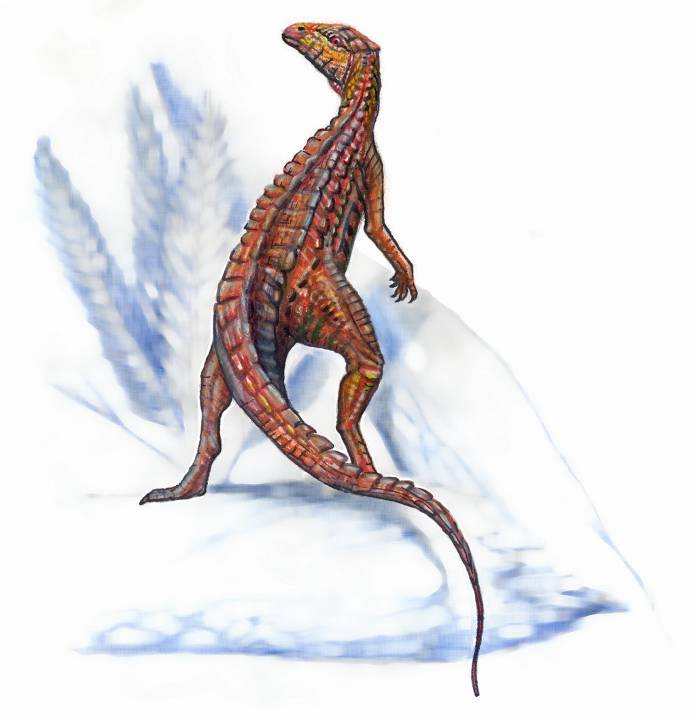
Scutellosaurus.

Scutellosaurus era de constitución ligera y probablemente era capaz de caminar sobre sus patas traseras. Tenía una cola inusualmente larga, posiblemente para contrarrestar el peso del cuerpo blindado.
Scutellosaurus alrededor de 1,3 metro de largo y 50 centímetros de alto, pesando 3 kilogramos. La evidencia fósil incluye varios esqueletos parciales recuperados de Arizona por el Museo del Norte de Arizona y el Museo de Paleontología de la Universidad de California, aunque el cráneo es poco conocido a partir de estos especímenes. Había también varios cientos de osteodermos que se distribuían a lo largo de su cuello, lomo y tan lejos como el extremo de la cola, posiblemente para protegerlo de sus depredadores. Algunos de estos escudos eran planos, mientras que otros estaban marcados con hoyos. Tenía una cola inusualmente larga, para proporcionar posiblemente un contrapeso al peso del cuerpo acorazado, y los brazos largos que sugieren pudieron haberse alimentado en cuatro patas. Su cráneo medía cerca de 9 cm de longitud, y tenía varios incisivos amplios y una fila de los dientes en la mejilla foliformes y estriados que aparecen haber estado adaptados para alimentarse de plantas.
La estructura general de Scutellosaurus es la de un bípedo. La cola es extremadamente larga, ocupando dos tercios de la longitud del cuerpo. Al parecer servía para mantener el equilibrio del cuerpo mientras corría. Que había una buena capacidad para correr también es evidente por las esbeltas patas traseras con la parte inferior extendida. El hecho de que la construcción tuviera como objetivo lograr una alta velocidad máxima parece contradecir el blindaje. Esto se ha explicado asumiendo que la cola larga solo servía para equilibrar esa armadura. Sin embargo, eso es poco probable ya que la cola en sí también llevaba placas de blindaje y esto en sí mismo habría compensado con creces el blindaje del cuerpo. Otra explicación radica en la forma de las patas delanteras. Los primeros Ornithischia conocidos ya podían apoyarse en sus patas delanteras, la de los Scutellosaurus son un poco más largos. Colbert creía que el animal podía caminar opcionalmente a cuatro patas. Aunque los investigadores posteriores dudarían de eso nuevamente, los brazos robustos indican una postura de cuatro patas al comer. El vuelo más lento en caso de peligro que fue el resultado de esto, puede compensarse con una armadura. Los parientes posteriores perderían la capacidad de correr y pasarían a defenderse primero con elementos de armadura. Por cierto, la armadura en Scutellosaurus habría constituido solo una pequeña parte del peso total, se estima que la proporción sería sólo una décima parte.

### Características de diagnóstico
Dada la posición basal de Scutellosaurus en el árbol genealógico de Thyreophora, no es fácil identificar características distintivas. El diagnóstico original de Colbert ahora está desactualizado. En 2008, Richard Butler dio dos autapomorfias: las láminas anteriores del ilion se extienden hacia adelante mientras se doblan una hacia la otra; la cola consta de al menos cincuenta y ocho vértebras. Se identificaron autapomorfias adicionales en 2020. Los huesos de la frente son estrechos y alargados, dos veces más largos que anchos. Las vértebras de la cola anterior tienen procesos espinosos que tienen más de la mitad de la altura de los cuerpos vertebrales. El húmero es considerablemente más largo que el omóplato. El omóplato es relativamente corto y ancho. Otra posible autapomorfia es la posesión de seis dientes premaxilares; sin embargo, esto podría haber sido heredado directamente de un ancestro compartido con Lesothosaurus aunque el análisis filogenético no llega a esto y solo ese análisis es prueba de su presencia: no se han encontrado en un fósil.
En 2021, se agregaron cuatro autapomorfias más. Los huesos frontales son extremadamente estrechos, más de un 350% más largos que el ancho medido entre las cuencas de los ojos. Las facetas del arco vertebral del atlas continúan sobre la proyección en forma de diente. Las vértebras cervicales tienen quillas prominentes y rugosas en la parte inferior. La hoja anterior del ilion es verticalmente baja con los márgenes superior e inferior tocando hacia adentro.

### Esqueleto

#### Cráneo
El cráneo de Scutellosaurus fue reconstruido originalmente bastante convexo por Colbert, asumiendo que era un ornitisquio "primitivo". Hoy en día, la cabeza se ve como moderadamente alargada con una parte superior plana y un hocico puntiagudo en la vista lateral. El hueso maxilar es un triángulo bajo, cuyos dos tercios posteriores están ahuecados superficialmente como una fosa para una abertura del cráneo, la fenestra anterorbital. El interior del hueso maxilar está arqueado de forma convexa. El margen superior es convexo y toca la parte inferior de un margen lateral cóncavo largo del hueso nasal. Hay al menos diez dientes maxilares. Por encima del lado interior de cada cavidad dental hay un hoyo desde el cual se reabsorbe el hueso cuando llega el momento de que emerja el próximo diente de reemplazo.
La mandíbula inferior es recta y plana con una proyección vertical baja, apófisis coronoides, en la parte posterior. El lado exterior muestra algunos grandes agujeros ovalados y una fila de unos quince canales venosos pequeños. Se cree que hay dieciocho dientes dentales. El interior inferior tiene un largo surco horizontal, la fosa Meckeliana . La superficie de acoplamiento ovoide de las mandíbulas inferiores está ligeramente hacia arriba. No hay rastro de un predentario, el núcleo óseo del pico inferior. Los dientes maxilares y dentarios tienen de tres a cuatro estrías en cada filo.

#### Columna vertebral
La columna vertebral del Scutellosaurus consta de seis o siete vértebras cervicales, diecisiete o dieciocho vértebras del torso y lomo, el número depende de si una vértebra cervicodorsal se llama vértebra o no, cinco vértebras sacras y unas sesenta vértebras caudales. En esta clasificación hay que recordar que las vértebras del holotipo no se han encontrado en relación y su disposición por Colbert tiene, por tanto, el carácter de una hipótesis. Todas las vértebras son anficélicas, sus cuerpos vertebrales tienen una superficie cóncava tanto por delante como por detrás.
Las vértebras cervicales, más largas que anchas, tienen lados profundamente cóncavos y una quilla en la parte inferior, que desciende gradualmente en las vértebras posteriores. Los cuerpos vertebrales están algo estrechos transversalmente en la parte inferior. Las vértebras lumbares fusiformes, redondeadas en sección transversal, tienen apófisis espinosas trapezoidales. En ese entonces, los procesos laterales se engrosan a medida que las parapófisis, las articulaciones de las costillas inferiores, se mueven desde la base hacia el margen. Al mismo tiempo, las articulaciones de las costillas superiores, la diapófisis, se encogen hasta que solo queda la parapófisis en la última vértebra. Los procesos articulares anterior y posterior se encuentran casi horizontales y son estructuras simples. Las vértebras sacras son más anchas que largas con superficies articulares en forma de media luna y una parte inferior lisa. Las proyecciones laterales son amplias. Las pequeñas apófisis articulares posteriores son casi verticales y están poco espaciadas. La cola tiene una longitud enorme, aproximadamente dos veces y media la de las vértebras situadas delante del sacro. Esto no solo se debe al gran número de vértebras de la cola, sino también a su construcción alargada: todas las vértebras de los dos tercios delanteros de la cola son individualmente más largas que cualquier vértebra o vértebra cervical. Las vértebras delanteras de la cola también son bastante anchas. Las facetas de cheurón continúan sobre el 60% anterior de la cola; las apófisis espinosas, delgadas y dirigidas posteriormente, sobre el 75% anterior; las proyecciones laterales bastante anchas están presentes en los dos tercios delanteros. Se desconoce si realmente había galones tan lejos a popa; se han encontrado hasta la trigésima vértebra inclusive. Las apófisis articulares son pequeñas y, al igual que las vértebras sacras, se colocan transversalmente juntas. En las costillas anteriores, las cabezas de las costillas están ampliamente separadas, de acuerdo con la distancia entre las parapófisis y diapófisis, pero el capítulo y el tubérculo no forman ramas sobresalientes. Las costillas posteriores tienen una sola cabeza. Las costillas sacras son largas y anchas, fusionadas con los procesos laterales de las vértebras sacras. Son más largos hacia el frente. En vista frontal, sobresalen horizontalmente rectos. Se ensanchan hacia afuera pero no se fusionan para formar un yugo sacro. Colbert encontró algunos tendones osificados, de estos se puede concluir que la espalda trasera y la base de la cola se endurecían por esto.

#### Extremidades superiores
El omóplato es bastante ancho y uniformemente curvado. Entre la articulación del hombro y el proceso acromial truncado hay una amplia depresión triangular en la superficie externa. La escápula y el coracoides están alineados entre sí con una costura ondulada. El coracoides es redondo y está perforado en su esquina superior posterior por un foramen.
El húmero es delgado y ligeramente doblado hacia afuera. El extremo superior está ensanchado y redondeado transversalmente. La cabeza es pequeña, colocada más hacia el exterior del cuerpo que la elevación habitual en el borde superior interno del húmero. La cresta triangular deltopectoral se encuentra bastante alta en el borde anterior del eje. La parte inferior del húmero no gira alrededor de su eje longitudinal con respecto a la parte superior. La fosa olecraneana, el surco que atrapa la parte superior posterior del cúbito en la extensión del brazo, es algo más profunda que la fosa cubital, el surco opuesto al frente. Cúbito y radio sólo se conocen parcialmente y la longitud del antebrazo no se puede determinar con exactitud. Ambos huesos del antebrazo son rectos y cilíndricos. El cúbito no tiene una protuberancia o un proceso olecraneal claramente definido en la parte superior posterior. Los extremos inferiores de ambos huesos son aproximadamente del mismo tamaño y tienen la forma de articulaciones bulbosas simples. La muñeca y la mano también son poco conocidas. La mano debe haber sido relativamente grande. Las garras de las manos son pequeñas y puntiagudas, sin forma de pezuña, una indicación de que no se pisaron.

#### Extremidades inferiores
En la pelvis, en el ilion, la rabadilla es aplanada transversalmente, dirigida horizontalmente, moderadamente larga, bastante alta y redondeada. Tiene una superficie baja en el lado interno que mira hacia afuera de la columna vertebral como un accesorio para un músculo caudofemoral breve. La hoja frontal es bastante corta, aplanada verticalmente, dirigida horizontalmente, en forma de varilla y con un borde superior engrosado que sobresale un poco del costado. Las hojas anteriores no divergen mucho, sino que se curvan ligeramente entre sí, una señal de que la cavidad abdominal no estaba muy ensanchada. La articulación de la cadera no muestra un verdadero antitrocantér, un abultamiento transversal para adaptarse a las fuerzas ejercidas por el fémur. Sin embargo, hay una cresta horizontal por encima de la articulación de la cadera. El apéndice frente al hueso púbico es grande y apunta hacia adelante. El pubis es largo y delgado, cóncavo hacia adelante curvado. Su eje presumiblemente corre paralelo al isquion, pero la punta puntiaguda inferior se curva hacia adelante alejándose de él. El isquion también es largo y delgado. Se estrecha bruscamente en el eje medio, pero se ensancha ligeramente en el extremo aplanado transversalmente para terminar finalmente en una punta. El isquion no cierra parcialmente la articulación de la cadera. Colbert asumió una protuberancia en el borde de ataque, un procesos obturador, pero Paul Sereno señaló en 1986 que, de hecho, no hay evidencia de esto.
La pata trasera tiene una estructura ligera con elementos delgados, una parte inferior más larga que la parte superior y un pie largo. El muslo está bastante recto. La cabeza del fémur está conectada al eje por un cuello verdadero, un signo de un estilo de vida de carrera, y está al nivel del trocánter mayor, fusionándose con esta parte superior del eje femoral. El cuarto trocánter, el accesorio para el músculo caudofemoral largo, es grande y caído, colocado ligeramente por encima del centro del eje, de nuevo una adaptación para alta velocidad. La tibia es un poco más larga que el fémur. El peroné es un elemento largo y muy delgado. El tobillo es poco conocido, tiene una rama ascendente baja pero bien desarrollada, el proceso ascendente, que se une al frente inferior de la tibia, cuya punta se encuentra en el lado interno de la tibia. Los metatarsianos son moderadamente largos. Sus extremos superiores están estrechamente espaciados, colocados en un arco trasero hueco, típico de un animal que corre. En sus extremos inferiores están ligeramente separados entre sí. Las falanges superiores tienen un surco profundo en su superficie superior inferior para acomodar una proyección superior de las segundas falanges, lo que indica una libertad considerable para extender el pie, lo que permite un potente empuje a alta velocidad. Se desconoce la fórmula de las falanges. Las garras del pie son puntiagudas.

### Osteodermos
Scutellosaurus estaba cubierto por cientos de diminutas placas óseas. Sin embargo, se desconoce su número exacto y su ubicación, ya que se han recuperado sueltos en lugar de en su posición original. Se encontraron 304 en el holotipo. En un esfuerzo por reconstruir su posición a partir de su estructura, Colbert los dividió en seis clases de formas. Sin embargo, David Bruce Norman afirmó en 1990 que se pueden identificar dos, como máximo tres, tipos realmente diferentes.
Las placas son ovaladas con una superficie muy rugosa en el exterior, salpicada de hoyos. El mismo exterior suele estar dividido asimétricamente en dos por una cresta o quilla longitudinal. La altura de la quilla varía mucho. Algunas placas son casi planas, otras tienen un filo afilado y alargado, algunas tienen una espina triangular más alta. La mayoría de las placas tienen un interior que las ahueca de tal manera que tienen un espesor uniforme. Sin embargo, la concavidad normalmente no se extiende hacia la quilla. Norman creía que las placas asimétricas delante de la cola estaban a ambos lados del cuerpo, con las placas más grandes formando las filas más altas. Faltaría una fila central en la parte superior de la espalda. Además, hay una serie de placas simétricas, largas y estrechas. Según Colbert, formaron una fila en el medio de la cola. También se pueden observar transiciones entre las dos formas principales de osteodermos asimétricos y simétricos. Internamente, el hueso de los osteodermos es esponjoso, sin fibras extensas. El hecho de que las placas sean ovaladas hace que sea poco probable que formen una armadura cerrada.
Breeden distinguió cuatro morfotipos en 2020. El morfotipo A es simétricamente ancho, ovoide y plano con una quilla de adelante hacia atrás a lo largo. El morfotipo B es simétrico con dos lados largos que se elevan hacia el centro hasta una quilla de altura variable por encima de una parte inferior profundamente cóncava, mientras que el grosor de la placa base permanece bastante constante. El morfotipo C es simétrico y en placa pero más ancho que largo con dos crestas longitudinales a cada lado de la línea media. El morfotipo D es muy alargado con una base hueca y tan largo como una vértebra de la cola, lo que parece confirmar la interpretación de Colbert.

## Descubrimiento e investigación

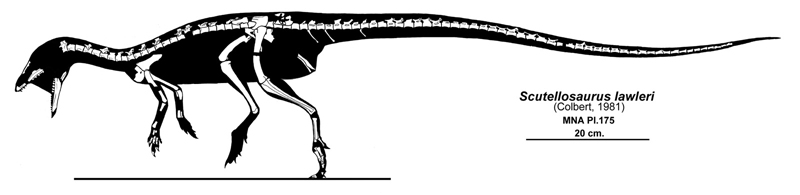
Restos del holotipo de Scutellosaurus lawleri.

Encontrado en la Formación Kayenta y descrito en 1981 por Edwin H. Colbert. Más restos asignados a este género fueron hallados en el 2000 por J. Rosenbaum y K. Padian. Actualmente clasificado como  Thyreophora, los dinosaurios acorazados, en un principio se lo consideró un fabrosáurido con armadura. Su pariente más cercano es Scelidosaurus, otro dinosaurio acorazado que era cuadrúpedo a diferencia del bípedo Scutellosaurus. Es uno de los más primitivos dinosaurios con armadura que se conoce, siendo el ancestro de todos los dinosaurios con armadura como los anquilosáuridos y estegosáuridos.
El espécimen holotipo de Scutellosaurus lawleri, MNA V175, fue recuperado en la localidad de Meseta de West Moenkopi en Silty Facies Miembro de la Formación Kayenta, en el condado de Coconino, Arizona, en la tierra de la Nación Navajo. El espécimen fue descubierto y recolectado por David Lawler en sedimentos de arcillas rojas que fueron depositados durante la etapa Sinemuriana del período Jurásico , hace aproximadamente 196 millones de años.

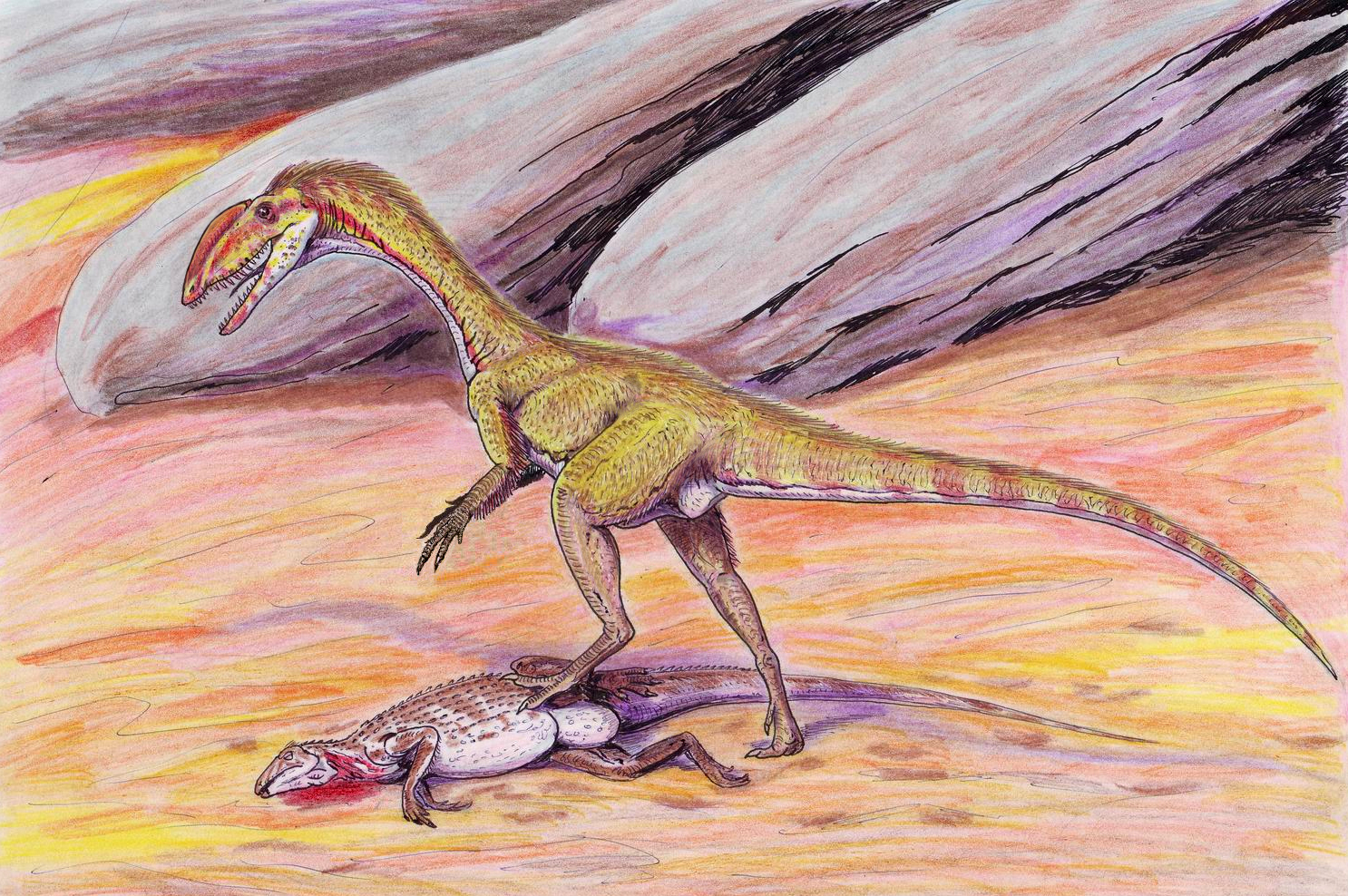
Megapnosaurus alimentándose de un Scutellosaurus.

El espécimen holotipo fue descrito por Edwin Colbert basándose en lo siguiente, premaxilares parcialmente preservados con dientes, un maxilar derecho con siete dientes, un maxilar izquierdo con cinco dientes, dentarios a los que les faltan sus porciones posteriores, un dentario izquierdo con 18 dientes, un dentario con 10 dientes, otros fragmentos de cráneo, 21 centros vertebrales presacro, varios arcos neurales y espinas parciales y completos, cinco vértebras sacras, 58 vértebras caudales con arcos neurales y varios chevrones, varias costillas incompletas, ambas escápulas, ambas coracoides, ilion parcialmente preservado, fragmentos de los huesos púbicos y de los isquiones, ambos húmeros, el extremo distal del radio derecho, los extremos proximal y distal del radio y el cúbito izquierdos, fragmentos de la mano, ambos fémures, la tibia derecha, el extremo proximal del peroné derecho, el astrágalo derecho, la tibia izquierda,el peroné izquierdo, varios huesos de los pies, incluido un posible tarso distal, y más de 300 osteodermos.
Colbert también identificó un paratipo, el espécimen MNA Pl.1752, que se encuentra en la misma formación pero en una ubicación ligeramente diferente, Gold Spring Wash. Consiste en un esqueleto parcial sin cráneo e incluye cuatro vértebras prescrales, dos vértebras sacras, cuarenta y cuatro vértebras caudales, partes de la cintura escapular y la pelvis, y elementos de las extremidades anteriores y posteriores.
En 2000 se informaron hallazgos adicionales. El principal de ellos es el espécimen UCMP 130580, un esqueleto parcial con un cráneo mucho más completo que el holotipo. Además, el nuevo material consta de los especímenes UCMP 170829, un esqueleto parcial que consta de un hueso frontal y partes de las extremidades anteriores y posteriores y UCMP 130581, UCMP 175166, UCMP 175167 y UCMP 175168, huesos sueltos, incluido el húmero. En 2009, Sterling Nesbitt señaló los especímenes TMM-43687-16, MCZ 8592 y MCZ 8799. En 2020, Benjamin Breeden III asignó cuarenta y seis individuos adicionales encontrados entre 1997 y 2000, incluidos dos esqueletos bastante completos. Aproximadamente el 70% del esqueleto ahora se conocería, en 2021 se describieron con más detalle.
Los especímenes asignados en 2021 fueron MNA.V.3133, MNA.V.3137, MNA.V.12395, UCMP 130580, UCMP 170829, UCMP 130581, UCMP 175166, UCMP 175167, UCMP 175168, MCZ VPRA-8792, MCZ VPRA- 8793, MCZ VPRA-8794, MCZ VPRA-8795, MCZ VPRA-8796, MCZ VPRA-8797, MCZ VPRA-8798, MCZ VPRA-8799, MCZ VPRA-8800, MCZ VPRA-8801, MCZ VPRA-8802, MCZ VPRA- 8803, MCZ VPRA-8804, MCZ VPRA-8805, MCZ VPRA-8806, MCZ VPRA-8808, MCZ VPRA-8810, MCZ VPRA-8820, TMM 43647-7, TMM 43647-8, TMM 43647-11, TMM 43647- 12, TMM 43648-13, TMM 43656-2, TMM 43656-3, TMM 43656-5, TMM 43661-1, TMM 43663-1, TMM 43664-1, TMM 43664-2, TMM 43669-5, TMM 43669- 6, TMM 43669-11, TMM 43670-5, TMM 43670-7, TMM 43670-8, TMM 43687-9, TMM 43687-13, TMM 43687-16, TMM 43687-17, TMM 43687-22, TMM 43687- 42, TMM 43687-50, TMM 43687-57, TMM 43687-75, TMM 43687-81, TMM 43687-96, TMM 43687-112, TMM 43687-114, TMM 43687-115, TMM 43687-116, TMM 43687-121, TMM 43687-122, TMM 43687-123, TMM 43687-124, TMM 43690-6, TMM 43691-18, TMM 43691-20, TMM 45608-3, TMM 45609-4, TMM 45609-5, TMM 45609-6 y TMM 47001-1.

### Etimología
El nombre del género Scutellosaurus significa "lagarto con escudo pequeño", y se deriva de la palabra latina "scutellum" que significa "escudo pequeño", y la palabra griega "sauros", σαύρα, que significa "lagarto". El tipo y la única especie válida que se conoce hoy en día es Scutellosaurus lawleri, El nombre específico honra a David Lawler, quien recogió el fósil.

## Clasificación
Está clasificado en Thyreophora, los dinosaurios acorazados, sus parientes más cercanos pueden haber sido Emausaurus y Scelidosaurus, otro dinosaurio blindado que era principalmente dinosaurios cuadrúpedos, a diferencia del bípedo Scutellosaurus. Es uno de los primeros representantes de los dinosaurios blindados y la forma más primitiva descubierta hasta la fecha. Scutellosaurus fue clasificado por Colbert en 1981 con los Fabrosauridae, una colección parafilética de pequeños Ornithischia tempranos no relacionados entre sí. No fue hasta mediados de los ochenta que se reconoció la relación con las formas blindadas posteriores. Desde los primeros años, análisis cladísticos exactos identificaron a Scutellosaurus como un miembro basal de Thyreophora, generalmente el más basal conocido. La especie, por lo tanto, proporciona información única sobre la evolución temprana de ese grupo y la transición de pequeños herbívoros corriendo a grandes cuadrúpedos paso a paso.

### Filogenia
El lugar de Scutellosaurus en el árbol genealógico según un estudio de 2012 muestra el siguiente cladograma.

|              | Stegosauria                                                     |
|              |                                                                 |
| Ankylosauria | \| \| Ankylosauridae \| \| \| \| \| \| Nodosauridae \| \| \| \| |
|              | \| \| Ankylosauridae \| \| \| \| \| \| Nodosauridae \| \| \| \| |
|              | Ankylosauridae                                                  |
|              |                                                                 |
|              | Nodosauridae                                                    |
|              |                                                                 |

|  | Ankylosauridae |
|  |                |
|  | Nodosauridae   |
|  |                |

|              | Stegosauria                                                     |
|              |                                                                 |
| Ankylosauria | \| \| Ankylosauridae \| \| \| \| \| \| Nodosauridae \| \| \| \| |
|              | \| \| Ankylosauridae \| \| \| \| \| \| Nodosauridae \| \| \| \| |
|              | Ankylosauridae                                                  |
|              |                                                                 |
|              | Nodosauridae                                                    |
|              |                                                                 |

|  | Ankylosauridae |
|  |                |
|  | Nodosauridae   |
|  |                |

|              | Stegosauria                                                     |
|              |                                                                 |
| Ankylosauria | \| \| Ankylosauridae \| \| \| \| \| \| Nodosauridae \| \| \| \| |
|              | \| \| Ankylosauridae \| \| \| \| \| \| Nodosauridae \| \| \| \| |
|              | Ankylosauridae                                                  |
|              |                                                                 |
|              | Nodosauridae                                                    |
|              |                                                                 |

|  | Ankylosauridae |
|  |                |
|  | Nodosauridae   |
|  |                |

|              | Stegosauria                                                     |
|              |                                                                 |
| Ankylosauria | \| \| Ankylosauridae \| \| \| \| \| \| Nodosauridae \| \| \| \| |
|              | \| \| Ankylosauridae \| \| \| \| \| \| Nodosauridae \| \| \| \| |
|              | Ankylosauridae                                                  |
|              |                                                                 |
|              | Nodosauridae                                                    |
|              |                                                                 |

|  | Ankylosauridae |
|  |                |
|  | Nodosauridae   |
|  |                |

|              | Stegosauria                                                     |
|              |                                                                 |
| Ankylosauria | \| \| Ankylosauridae \| \| \| \| \| \| Nodosauridae \| \| \| \| |
|              | \| \| Ankylosauridae \| \| \| \| \| \| Nodosauridae \| \| \| \| |
|              | Ankylosauridae                                                  |
|              |                                                                 |
|              | Nodosauridae                                                    |
|              |                                                                 |

|  | Ankylosauridae |
|  |                |
|  | Nodosauridae   |
|  |                |

|              | Stegosauria                                                     |
|              |                                                                 |
| Ankylosauria | \| \| Ankylosauridae \| \| \| \| \| \| Nodosauridae \| \| \| \| |
|              | \| \| Ankylosauridae \| \| \| \| \| \| Nodosauridae \| \| \| \| |
|              | Ankylosauridae                                                  |
|              |                                                                 |
|              | Nodosauridae                                                    |
|              |                                                                 |

|  | Ankylosauridae |
|  |                |
|  | Nodosauridae   |
|  |                |

|              | Stegosauria                                                     |
|              |                                                                 |
| Ankylosauria | \| \| Ankylosauridae \| \| \| \| \| \| Nodosauridae \| \| \| \| |
|              | \| \| Ankylosauridae \| \| \| \| \| \| Nodosauridae \| \| \| \| |
|              | Ankylosauridae                                                  |
|              |                                                                 |
|              | Nodosauridae                                                    |
|              |                                                                 |

|  | Ankylosauridae |
|  |                |
|  | Nodosauridae   |
|  |                |

|              | Stegosauria                                                     |
|              |                                                                 |
| Ankylosauria | \| \| Ankylosauridae \| \| \| \| \| \| Nodosauridae \| \| \| \| |
|              | \| \| Ankylosauridae \| \| \| \| \| \| Nodosauridae \| \| \| \| |
|              | Ankylosauridae                                                  |
|              |                                                                 |
|              | Nodosauridae                                                    |
|              |                                                                 |

|  | Ankylosauridae |
|  |                |
|  | Nodosauridae   |
|  |                |